# Бессмертный, Юрий Львович
Юрий Львович Бессме́ртный (15 августа 1923 года, Москва — 30 ноября 2000 года, там же) — советский и российский историк-медиевист. Доктор исторических наук, профессор РГГУ.

## Биография
Сын Льва Яковлевича Бессмертного (1895 — ?) — служащего, репрессированного в 1938 году и умершего в лагере на Колыме. Мать, Мария Владимировна, урождённая Тафт (1888—1941) — медик. Окончил московскую школу № 59 в июне 1941 года, поступил в МИФЛИ, позднее учился в МЭИ и МИИТе. В мае 1942 года был призван в армию, служил в специальной роте офицерского училища им. Верховного Совета (совместно с О. С. Чубарьяном). Участник Великой Отечественной войны. будучи офицером, учился в Московском заочном политехническом институте. В конце 1945 года перевёлся на исторический факультет МГУ, который окончил с отличием в 1949 году по кафедре истории Средних веков (ученик Е. А. Косминского, С. Д. Сказкина и А. И. Неусыхина, стал одним из ближайших учеников последнего); после чего распределён учителем истории в московскую школу № 637. В 1957—1959 годах был внештатным сотрудником издательства АН СССР.
В 1958 году защитил кандидатскую диссертацию «Хозяйство крупных вотчин в Лотарингии во 2-й половине XII в. и в XIII в.», с 1959 года до конца жизни работал в Институте всеобщей истории (в Институте истории АН СССР до его разделения в 1968 году). С 1969 года — доктор исторических наук (тема диссертации — «Социальный строй феодальной деревни в период роста товарно-денежных отношений (По северофранцузским и западнонемецким материалам XII—XIII вв.»). В 1980—1986 годах руководил в ИВИ АН СССР группой по истории крестьянства в Европе, в 1987—1993 годах — группой по исторической демографии, с 1994 года — Центром по истории частной жизни и повседневности. С 2000 года также профессор РГГУ.
В 1989 году был вместе с Ароном Гуревичем одним из организаторов международной конференции «Школа „Анналов“ вчера и сегодня», в ходе которой Москву впервые посетил ряд известных зарубежных медиевистов (в том числе Ле Гофф, Карло Гинзбург и Земон Дэвис). В том же году совместно с Гуревичем и Леонидом Баткиным стал организатором ежегодника «Одиссей. Человек в истории», в 1994—1995 был его ответственным редактором. Затем покинул редколлегию, в 1996 году основал (вместе с Михаилом Бойцовым) и возглавил альманах «Казус. Индивидуальное и уникальное в истории».
Был женат на переводчике Ирине Михайловне Перельман (Бессмертной) (род. 1927). Дочь — культуролог Ольга Юрьевна Бессмертная (род. 1953).
Похоронен на Новом Донском кладбище.

## Научные интересы
Специалист по истории западноевропейского Средневековья.
Творческое наследие Юрия Бессмертного можно разделить на три периода. В 1960—1970-е годы в их центре находятся аграрные исследования (на материале поместных и рентных описей XII—XIII вв. из междуречья Сены и Рейна), в том числе проблема перестройки средневековой деревни при развитии её рыночных отношений с городом, которая выражалась в распространении феодальной аренды и денежной ренты, эволюция серважа, изучение природы которого также входило в интересы Бессмертного. При этом Бессмертный стал одним из инициаторов использования математических методов в исторических исследованиях. С конца 1970-х годов внимание Бессмертного сместилось в сторону исторической демографии. Им разработано понятие «новой демографической истории», подразумевающей изучение не столько статистических источников, сколько представлений людей той или иной эпохи о браке, сексе, рождении и смерти. С начала 1990-х годов Бессмертный шире ставит проблему, стремясь к анализу частной жизни и повседневности Средневековья как таковой, системы ценностей и мировосприятия средневековых людей. Перейдя к проблемам микроистории (одной из магистральных тем «Одиссея»), Бессмертный разрабатывает в её рамках казуальный подход, в рамках которого уделяется особое внимание уникальным случаям с конкретными людьми (ставшим темой «Казуса»). Это стало причиной конфликта Бессмертного с Гуревичем (не согласным с возможностью изучения индивидуального применительно к средним векам) и ухода Бессмертного из «Одиссея».
Ещё одной сквозной темой творчества Бессмертного было изучение истории средневекового рыцарства, о котором он опубликовал ряд статей, но так и не успел завершить специальное монографическое исследование.
Его причисляют «к числу блестящих историков-реформаторов, существенно обновивших и обогативших своими исследованиями отечественную медиевистику 1960—1990-х».

## Основные публикации
Монографии
- Феодальная деревня и рынок в Западной Европе XII—XIII вв. М., 1969
- Жизнь и смерть в средние века: Очерки демографической истории Франции. М., 1991

Статьи
- Некоторые проблемы социально-политической истории периода Каролингов в современной западноевропейской медиевистике // Средние века. Вып. 26. М., 1964
- Некоторые вопросы применения математических методов в исторических исследованиях современных историков // Математические методы в исторических исследованиях. М., 1972
- Крестьянская семья во Франции IX в.: Заметки о статье Э. Коулмен «Детоубийство в раннее Средневековье» // Средние века. Вып. 39. М., 1975
- Предпосылки и характер крестьянских движений во Франции XIV в. // Французский ежегодник. 1974. М., 1976
- Структура крестьянской семьи во франкской деревне IX в.: данные антропонимического анализа Сен-Жерменского полиптика // Средние века. Вып. 43. М., 1980
- К демографическому изучению французской деревни IX в.: Люди и имена // Советская этнография. 1981. № 2
- К вопросу о положении женщины во франкской деревне IX в. // Средние века. Вып. 44. М., 1981
- Мир глазами знатной женщины IX в.: К изучению мировосприятия каролингской знати // Художественный язык средневековья. М., 1982
- «Феодальная революция» X—XI вв.? // Вопросы истории. 1984. № 1
- Некоторые дискуссионные вопросы генезиса феодализма на территории Франции // Средние века. Вып. 47. М., 1984
- К изучению обыденного сознания западноевропейского средневековья // Советская этнография. 1987. № 1
- Историческая демография позднего западноевропейского средневековья на современном этапе // Средние века. Вып. 50. М., 1987
- Матримониальное поведение во Франции XI—XIII вв. // Одиссей. Человек в истории. М., 1989
- Брак, секс и любовь в средние века // «Пятнадцать радостей брака» и другие сочинения французских авторов XIV—XV вв. / Сост. и отв. ред. Ю. Л. Бессмертный. М., 1991
- Казус Бертрана де Борна, или «Хотят ли рыцари войны?» // Казус. М., 1999
- Пути медиевиста в СССР // Французский ежегодник. 2002. М., 2002
- Рыцарское счастье — рыцарское несчастье: Западная Европа, XII—XIII вв. // В своем кругу. Индивид и группа на Западе и Востоке Европы до начала нового времени. М., 2003